# Cogetinci
Cogetinci so naselje v Občini Cerkvenjak.

## Lega
Naselje leži severovzhodno od občinskega središča, deloma v dolini isto imenskega potoka, desnem pritoku reke Ščavnice, ter na vzhodnem pobočju hriba, ki meji s Cenkovo, v dolini prevladujejo travniki, na višjih legah je nekaj njiv, na južnih pobočjih tudi nekaj vinogradov, na severnih pobočjih pa raste mešani gozd.

## Zgodovina
Naselje se prvič omenja leta 1321 v urbarju salzburške škofije kot Czogendorf, ob cenkovski cesti stoji kužno znamenje iz leta 1529, ko je tu pustošila kuga. Pred drugo svetovno vojno so pri Čehovih in Horvatovih bile najdene kamnite sekire, eno od njih hrani mariborski pokrajinski muzej. Med drugo svetovno vojno se je naselje imenovalo Zoggendorf. V Cogetincih so bili rojeni Vinko Močnik doktor cerkvenega prava, Janez Trstenjak teolog in etnolog, in Rajmund Čuček gimnazijski profesor. 
V začetku 21. stoletja se je videz naselja precej spremenij, namreč skozi cogetinško dolino je bila zgrajena Avtocesta A5, zaradi katere so bile potrebne večje spremembe, kot so; premaknjena struga Cogetinskegakega potoka, izgradnja nekaj podvozij za lokalne ceste, porušenje Rajšpove kmetije.